# An Se-Young
An Se-Young (en coreano: 안세영, Gwangju, 5 de febrero de 2002) es una deportista surcoreana que compite en bádminton.
Participó en dos Juegos Olímpicos de Verano en los años 2020 y 2024, obteniendo una medalla de oro en París 2024 en la prueba individual. Ganó dos medallas en el Campeonato Mundial de Bádminton, bronce en 2022 y oro en 2023.

## Palmarés internacional
| Juegos Olímpicos   | Juegos Olímpicos       | Juegos Olímpicos  | Juegos Olímpicos |
| Año                | Lugar                  | Medalla           | Prueba           |
| ------------------ | ---------------------- | ----------------- | ---------------- |
| 2024               | París (Francia)        | Medalla de oro    | Individual       |
| Campeonato Mundial |                        |                   |                  |
| Año                | Lugar                  | Medalla           | Prueba           |
| 2022               | Tokio (Japón)          | Medalla de bronce | Individual       |
| 2023               | Copenhague (Dinamarca) | Medalla de oro    | Individual       |